# 싱부리주
싱부리주(태국어: สิงห์บุรี)는 태국 중부에 있는 주(창왓)의 하나이다. 이웃한 주는 북쪽부터 시계 방향으로 나콘사완 주, 롭부리 주, 앙통 주, 수판부리 주, 차이낫 주이다.

## 어원
싱은 산스크리트어 Singh에서 온 것으로 '사자'를 의미하고 부리는 산스크리트어 Puri에서 온 것으로 '도시'를 의미한다. 그래서 주의 이름은 '사자의 도시'를 의미한다.

## 지리
싱부리는 짜오프라야강 계곡의 평야에 위치한다.

## 역사
싱부리 지역의 역사는 타이족이 남하하기 전의 드바라바띠 시대까지 거슬러 올라간다. 그 후 아유타야 왕조 때까지 싱부리는 중요한 위치를 점했다. 예전에는 인부리, 프롬부리, 싱부리의 3주로 나뉘어 있었지만 1895년에 출라롱꼰 왕(라마 5세)에 의해 통합되었다.

## 행정 구역
싱부리에는 6개의 암프(군)와 더 세부 행정구역인 43개의 땀본 그리고 363개의 무반 (행정 구역)이 있다.
| 1. 므앙싱부리군 2. 방라찬군 3. 카이방라찬군 | 1. 프롬부리군 2. 타창군 3. 인부리군 |